# ジョン・ハート (政治家)

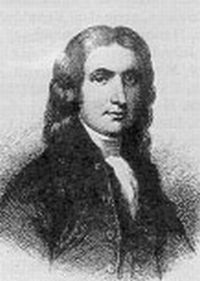
ジョン・ハート

ジョン・ハート（John Hart、1711年あるいは1713年頃-1779年5月11日）は、アメリカ合衆国の政治家である。ニュージャージーの代表としてアメリカ独立宣言に署名した。

## 私的生活
ジョン・ハートは治安判事、公的査定人および農夫であったエドワード・ハートの息子として生まれた。祖父で同名のジョン・ハートはロングアイランドのニュートンからホープウェルに移ってきた大工だった。先祖の一人エドワード・ハートはロングアイランドにあるフラッシング町の事務官であり、1657年12月27日にフラッシング嘆願書を書いた。これはアメリカでも最初の信教の自由の表明であったと考えられている。ハートはニュージャージーのハンタードン郡、当時のバプテスト・ミーティングにあるホープウェルで生まれた。父のエドワードはフレンチ・インディアン戦争で民兵隊を指揮した。1739年までにハートはホープウェル近くに自分の農園を所有し、1741年にデボラ・スカッダーと結婚した。夫妻には13人の子供が生まれ、1776年10月に妻が死ぬ前には死産があった。13人の子供は、サラ、ジェシー、マーサ、ナサニエル、ジョン、スザンナ、メアリー、アバゲイル、エドワード、スカッダー、ダニエルおよびデボラである。独立戦争中にジョン・ハートが死んだとき、ダニエルとデボラはまだ小さな子供だった。

## 誤認
ジョン・ハートはコネチカットのストーニントンで生まれたと伝えられてきたが誤りである。父のエドワードは妻と結婚する前にホープウェルに移転してきており、妻はロングアイランドのクィーンズ郡ニュートンの出身だった。父はペニントン長老派教会員であったが、そのプランテーションの南東隅をバプテストに譲渡したので、バプテストはホープウェルに教会を建てることができた。

## 政歴
ジョン・ハートは1750年にハンタードン郡選抜自由保有権者委員会のメンバーに選ばれた。1761年にはニュージャージー植民地議会の議員に初めて選ばれ、議会が解散する1771年まで務めた。その後地元の安全委員会と通信委員会委員に指名され、一般訴訟裁判所の判事になった。しばしば「正直者のジョン」と呼ばれていた。
1776年にニュージャージーで革命議会が出来たとき、ハートはその議員に選ばれ、副議長を務めた。6月、大陸会議でニュージャージーの代議員が独立に反対していた。その結果全代議員を入れ替えることになり、ハートもその一人に選ばれた。大陸会議には6月22日に参加し、独立宣言への投票と署名に間に合うことになった。
大陸会議では8月までのほんの短期間務めただけで、新しく作られたニュージャージー邦議会の議長に選ばれた。
1776年12月、イギリス軍がペニントンにやってきて、ホープウェルのハートの家も襲われた。農園は損壊を受けたがハートは逃亡し冬季の数日間サワーランド山に隠れた。これは年取った者には辛いことであった。2人の幼子は近所の者に匿われた。ハートの妻はイギリス軍が侵略してくる前の10月に死んだ。
1776年の6月ニュージャージー邦は新憲法の下で議会議員を選出した。ハートはそこに戻り、1778年まで議長を務めた。安全委員会のメンバーであり、危急時に邦を運営していく特別の権力を与えられた。
ハートは1779年5月11日、キドニーストーンズの家（ザ・グラベル）で死去。66歳。ホープウェルの第1バプテスト教会墓地に埋葬されている。
1779年5月19日の「ニュージャージー・ガゼット」に訃報が載った。